# Episodi di Glitch (terza stagione)
La terza e ultima stagione della serie televisiva Glitch, composta da 6 episodi, è stata trasmessa sul canale australiano ABC1 dal 25 agosto al 29 settembre 2019.
In Italia, la stagione è stata interamente pubblicata il 25 settembre 2019 sul servizio on demand Netflix.
| nº | Titolo originale           | Titolo italiano         | Prima TV Australia | Pubblicazione Italia |
| -- | -------------------------- | ----------------------- | ------------------ | -------------------- |
| 1  | Mum                        | Mamma                   | 25 agosto 2019     | 25 settembre 2019    |
| 2  | Quintessence               | Quintessenza            | 1 settembre 2019   | 25 settembre 2019    |
| 3  | First Times                | Prime volte             | 8 settembre 2019   | 25 settembre 2019    |
| 4  | Perfectly Safe             | Perfettamente al sicuro | 15 settembre 2019  | 25 settembre 2019    |
| 5  | The Enemy                  | Il nemico               | 22 settembre 2019  | 25 settembre 2019    |
| 6  | What Is Dead May Never Die | Little Gidding          | 29 settembre 2019  | 25 settembre 2019    |